# Mörttjärnen (Rödöns socken, Jämtland)
Mörttjärnen är en sjö i Krokoms kommun i Jämtland och ingår i Indalsälvens huvudavrinningsområde.